# Sombras de ancestros olvidados (novela)
Sombras de ancestros olvidados es una novela del escritor ucraniano Mykhailo Kotsiubynsky escrita en 1911 sobre su estancia en la región de Hutsul . 
En 1960 se representó un ballet con música de Vitaly Kyreiko basado en el libro. En 1964 se proyectó una adaptación cinematográfica de la novela de Sergei Parajanov .

## Reseña
Dos jóvenes, Ivan y Marichka, crecieron juntos en un pueblo cercano al río Cheremosh. Debido a la soledad que experimentaban y su interés por la brujería y los espíritus malignos, la madre de Ivan llegó a creer que él era un cambiante, un ser mágico abandonado en lugar de un niño humano robado. En su séptimo cumpleaños, Ivan escuchó un sonido extraño mientras estaba solo. Más tarde, descubrió la antigua rivalidad entre las familias Paliychuk y Gutenyuk, y fue testigo de un intento de asesinato contra su padre, quien murió a causa de sus heridas días después. En un acto de represalia, Ivan atacó a Marichka, la hija del asesino, y arrojó las cintas de su cabello al río. Sin embargo, con el tiempo, ambos olvidaron el incidente.
A medida que crecían, Ivan y Marichka comenzaron a cuidar juntos el rebaño de ovejas de sus familias y eventualmente se enamoraron a los trece años. Sin embargo, tras la muerte del padre de Ivan, la economía de su familia sufrió un fuerte declive. Ivan se vio obligado a trabajar en los pastizales durante el verano, pastoreando ovejas, ordeñándolas y produciendo queso.
Una noche, mientras Ivan vigilaba una hoguera, Marichka volvió a aparecer. Pero al regresar a casa desde los pastizales, se enteró de que Marichka había muerto en una inundación. Desconsolado, Ivan encontró el cuerpo de su amada y, abrumado por el dolor, se retiró a las montañas para vivir de la tierra, siendo dado por muerto en el pueblo.
Seis años más tarde, Ivan regresó a casa, afirmando haber trabajado como pastor en Hungría. Se casó con una mujer de una familia adinerada y se estableció en el pueblo. Sin embargo, la relación de su esposa con un hombre llamado Yura, un molfar que supuestamente practicaba la magia oscura, generó tensiones. Iván confrontó a Yura en un bar local, hiriéndolo gravemente pero siendo derrotado por el molfar. Ivan sospechaba que Yura lo estaba matando lentamente con brujería, y más tarde lo espió mientras realizaba rituales malignos.
En su lugar especial con Marichka, Ivan la vio aparecer como un mavka, un espíritu del bosque. Pero cuando él intentó seguir su visión, ella desapareció y él inició un incendio. Atraído por las llamas, el Chuhaister, dios del bosque, se le acercó. Aunque el Chuhaister preguntó por la mavka, Ivan, recordando una leyenda que decía que el dios cazaba a los espíritus del bosque, no reveló haber visto a Marichka. El Chuhaister lo invitó a bailar una canción de su infancia y, exhausto por el baile, Ivan cayó dormido. Sin embargo, la voz de Marichka lo llamó más profundamente al bosque, y él la siguió en busca de su amada. En su búsqueda, Ivan sufrió una grave caída por un precipicio.
Al día siguiente, los pastores locales encontraron a Ivan gravemente herido pero aún con vida. Pronto, sin embargo, sucumbió a sus heridas y fue enterrado según las costumbres locales. Durante el funeral, el cuerpo de Ivan comenzó a temblar al ritmo del baile y la música, como si estuviera vivo, acompañado por el sonido de la trembita.

## Personajes
- Ivan Paliychuk : personaje central de la historia, el hijo número 19 de su familia, aunque la mayoría de sus hermanos murieron jóvenes. Es un marginado social y, a menudo, huye al bosque. Conoce bien las hierbas y conoce muchas historias sobre espíritus malignos.
- Marichka Gutenyuk : amante de Ivan de la familia rival Gutenyuk. Tiene talento poético, compone y canta canciones. Cuando Ivan se va, ella muere en una inundación y luego se le manifiesta como una mavka, lo que lo lleva a la muerte.
- Palagna : Una chica de familia rica con la que Iván se casa tras la muerte de Marichka. Sin embargo, está enojada con Iván y no lo entiende ni a él ni a sus canciones. Tiene una aventura con un vecino, un molfar llamado Yura, y aprueba su brujería.
- Yura : Un molfar dotado de habilidades sobrenaturales. Tiene la capacidad de controlar el clima, salvar ganado y dañar a las personas. Busca causar enfermedad y muerte a Iván.

## Adaptaciones
En 1964 se estrenó una adaptación cinematográfica de Sergei Parajanov basada en la novela. Los papeles principales fueron interpretados por Ivan Mykolaychuk (Ivan), Larysa Kadochnikova (Marichka), Tetyana Bestaeva (Palagna) y Spartak Bagashvili (Yura).
En 2014, Vinnytsia acogió un proyecto literario y artístico llamado "Tour of One Work", dedicado al 150 aniversario del nacimiento de Mykhailo Kotsiubynsky. El evento incluyó una exposición de la oficina del escritor, una presentación teatral basada en "Sombras de los antepasados olvidados" y una videoinstalación. La presentación teatral alternó entre extractos de la novela e historias sobre el proceso de su creación.
En 1960 se creó una adaptación del ballet de Vitaly Kyreiko . Se estrenó en el Teatro de Lviv y su libreto fue creado por Natalia Skorulska y Florian Kotsyubynsky. El ballet se representó nuevamente en la Ópera de Kiev y en 1990 se estrenó una película de ballet basada en esta segunda representación.